# 堀江車站 (日本)
堀江車站（日语：／ Horie eki */?）是位在日本愛媛縣松山市堀江町、隸屬於四國旅客鐵道（JR四國）予讚線的鐵路車站。車站編號為Y52，現時為無人站，亦只有普通列車停靠。
過往本站曾經是日本國有鐵道仁堀航道的接駁站，利用渡輪將乘客載往廣島縣吳市的吳線仁方站，原先是二戰時期作為減輕宇高航路的負擔的替代路線，可是這條航道每年的赤字相當高，後來改為只接載汽車和乘客，並大幅減班，然而在持續營運欠佳下，於1982年被廢線，亦是國鐵年代眾火車渡輪線中唯一一條純因財政嚴重虧損而要停航的路線。廢線前每天只提供2個來回班次。

## 車站構造
原設有站舍一座，為單層木板所搭成的建築，可讓待船或待車的乘客能有稍作休息的地方，仁堀航路取消後，原有站舍被拆卸，只保留接近1號月台的少部份的支柱及上蓋作為候車亭。取而代之，是在月台中央部份加裝簡易站舍，以舊貨運車箱改裝成開放式的候車室，站舍內設有自動售票機，2009年翻新及將外壁重新油漆。另外，在簡易站舍旁另外興建一座較細的單層建築物作儲物之用。獨立興建的洗手間則座落在1號月台末端向伊予和氣站方向。
設有側式月台2個，提供2面2線的配置，有效長度為6輛，部份月台經過加高工程以配合新型號列車的停靠。1號月台屬側線，是上下行列車的主要停靠月台，亦是避車時所使用；2號月台則為主線道，較多作為特急列車通過之用，兩邊月台均以行人天橋接駁。雖然車站的正式出入口設於1號月台，不過2號月台亦設有月台上落用的梯級。
當仁堀航路仍然運作時，月台上則設立了指示板，提示乘客可以在此站轉船。儘管仁堀航路已經停航多年，但月台上仍然保留一些作為轉駁站時的設施。其中2號月台上的開放式有蓋候車亭比起其他簡易車站為大，而1號月台上亦保留了第一代站舍的支架和上蓋，而在簡易站舍旁，則另興建了一座單層式的建築物作為儲物之用。
兩邊路軌的前端均設有緊急用的轉轍路軌，同時2號月台前方旁邊仍保留一段側軌及貨物用月台，供以前貨物列車車箱所使用。

### 月台配置
| 月台 | 路線    | 方向 | 目的地                                             | 備註                                       |
| ---- | ------- | ---- | -------------------------------------------------- | ------------------------------------------ |
| 1    | ■予讚線 | 上行 | 伊予北條、今治、伊予西條、觀音寺、多度津、高松方向 | 側線，上下行普通主要發車月台。             |
| 1    | ■予讚線 | 下行 | 松山、伊予市方向                                   | 側線，上下行普通主要發車月台。             |
| 2    | ■予讚線 | 上行 | 伊予北條、今治、伊予西條、觀音寺、多度津、高松方向 | 主線，特急列車通過路軌，部份普通列車使用。 |
| 2    | ■予讚線 | 下行 | 松山、伊予市方向                                   | 主線，特急列車通過路軌，部份普通列車使用。 |

## 歷史
- 1927年4月3日：開業。
- 1982年7月1日：仁堀連絡船取消。
- 1987年4月1日：日本國鐵分割民營化，車站經營權由JR四國繼承。

## 車站周邊
- 堀江港
- 堀江海水浴場
- 權現溫泉
- 國道196號
- 愛媛縣道180號堀江港堀江停車場線

## 相鄰車站
四國旅客鐵道（JR四國）
■予讚線
光洋台（Y51）－堀江（Y52）－伊予和氣（Y53）

## 外部連結
- 愛媛有線電視（愛媛CATV）Youtube 官方專頁內的一輯拍攝堀江站的短片。 （页面存档备份，存于）